# ウィルソン (2017年の映画)
『ウィルソン』（Wilson）は2017年のアメリカ合衆国のドラマ映画。監督はクレイグ・ジョンソン、出演はウディ・ハレルソンとローラ・ダーンなど。ダニエル・クロウズが2010年に発表したグラフィックノベル『ウィルソン』を原作としている。
日本国内で劇場公開されなかったが、20世紀フォックスによるデジタル配信が行われている。

## ストーリー
変わり者の中年男性、ウィルソンは父親が亡くなったことをきっかけに孤独を感じるようになり、元妻（ピッピ）との接触を試みた。ピッピから「娘のクレアは養子に出した。今年で17歳になっているはずだ。」と聞かされたウィルソンはクレアに会うべく行動を開始したが、それが原因で思わぬ事態が発生することになった。

## キャスト
※括弧内は日本語吹替
- ウィルソン: ウディ・ハレルソン（山路和弘）
- リン（ピッピ）: ローラ・ダーン（井上喜久子）
- クレア: イザベラ・アマラ（英語版）（頼経明子）
- シェリー: ジュディ・グリア（魏涼子）
- ポリー: シェリル・ハインズ（安達忍）
- アルタ: マーゴ・マーティンデイル（磯辺万沙子）
- オーソン: デヴィッド・ウォーショフスキー（牛山茂）
- ロバート: ブレット・ゲルマン（英語版）
- ジョディ: メアリー・リン・ライスカブ（林真里花）
- 猫好きの女性: ローレン・ウィードマン（英語版）

## 製作
2010年11月18日、フォックス・サーチライト・ピクチャーズがグラフィックノベル『ウィルソン』の映画化に着手し、アレクサンダー・ペインを監督に起用したと報じられた。2015年5月27日、降板したペインの後任にクレイグ・ジョンソンが起用され、ウディ・ハレルソンとローラ・ダーンの出演が決まったとの報道があった。6月、本作の主要撮影がミネソタ州で始まった。同月25日、ジュディ・グリアとシェリル・ハインズがキャスト入りした。
2016年2月24日、ジョン・ブライオンが本作で使用される楽曲を手掛けることになったと報じられた。2017年3月28日、フォックス・ミュージックが本作のサウンドトラックを発売した。

## 公開・興行収入
2017年1月17日、本作のオフィシャル・トレイラーが公開された。22日、本作はサンダンス映画祭でプレミア上映された。3月24日、本作は全米310館で公開され、公開初週末に33万6227ドルを稼ぎ出し、週末興行収入ランキング初登場19位となっている。
当初、本作は2017年3月3日に全米公開される予定だったが、後に公開日は同年3月24日に延期された。

## 評価
本作に対する批評家からの評価は平凡なものに留まっている。映画批評集積サイトのRotten Tomatoesには130件のレビューがあり、批評家支持率は48%、平均点は10点満点で5.45点となっている。サイト側による批評家の見解の要約は「ひねくれた主人公を演じたウディ・ハレルソンの力量は見事なものである。しかし、『ウィルソン』は主人公が直面した将来の厳しさに首尾一貫した説得力を持たせられていない。」となっている。また、Metacriticには34件のレビューがあり、加重平均値は49/100となっている。